# Santiago del Estero
Santiago del Estero argentin város, Santiago del Estero tartomány fővárosa. 2001-ben 244 733 lakosa volt, ezzel Argentína 12. legnagyobb városa. Területe 2116 km². A Dulce folyó mentén fekszik, a 9-es út mellett, mintegy 1000 kilométerre Buenos Airestől.
Santiago del Estero a legrégebben létező, spanyol telepesen által alapított argentin város, 455 éves. Beceneve "Madre de Ciudades" (A városok anyja), mivel ez az első város, amit a mai Argentína területén alapítottak.
A város látnivalói közé tartozik az 1973-ban alapított Santiago del Estero-i Nemzeti Egyetem, és a Katolikus Egyetem, amit 1960-ban alapítottak. További látványosság a Santo Domingo Convent, azaz a katedrális és a Tartományi Régészeti Múzeum.
A Santiago del Estero Repülőtér 6 kilométerre északra található a várostól, rendszeres járatokat indítanak innen Buenos Airesbe és San Miguel de Tucumánba.
A város éghajlata szubtrópikus, száraz évszakkal, ami legtöbbször télen van, néha ősszel. Az éves átlagos csapadékmennyiség 300 mm.
A város lakosainak majdnem fele, körülbelül 100 000 ember a kecsua nyelv egy helyi nyelvjárását beszéli.

## Történelem
A várost 1553. július 25-én alapították, bár egyes vélemények szerint a valódi alapítás 1550-ben történt meg. Bár ez a legrégibb város Argentínában, a régi korok építészetéből kevés őrződött meg, eltekintve néhány templomtól. Mivel a város eredetileg egy erdős területen fekszik, a 19. században erőteljes erdőirtás kezdődött. A Közép-Argentin Vasút 1884-ben érte el a várost.
1950-ben gátat építettek a Dulce folyóra, ami krónikus vízhiányt okozott a városban. Ettől az időtől kezdődik a helyi könnyűipar kiépülése. A város 1970-ben érte el a 100 ezres lélekszámot.
Azonban a tartomány, melynek Santiago del Estero a fővárosa, továbbra is szegény maradt. 1993-ban zavargások törtek ki a kormányzói palota körül, mivel a kormányzati dolgozók 3 havi fizetésüket nem kapták meg. A zavargásokban mintegy 4 000 ember vett részt, épületeket romboltak, autókat gyújtottak fel.

## Fordítás
Ez a szócikk részben vagy egészben  a   Santiago del Estero című angol Wikipédia-szócikk ezen változatának fordításán alapul.  Az eredeti cikk szerkesztőit annak laptörténete sorolja fel. Ez a jelzés csupán a megfogalmazás eredetét és a szerzői jogokat jelzi, nem szolgál a cikkben szereplő információk forrásmegjelöléseként.